# Sinistra Ecologia Libertà
De Sinistra Ecologia Libertà (SEL) (vertaald Links ecologische vrijheid) is een centrumlinkse Italiaanse politieke partij. Haar leider is Nichi Vendola. De partij is in 2010 ontstaan uit een fusie van vijf politieke partijen.